# Raluca Dobca
Raluca Nicoleta Dobca (n. 1 iulie 1983, în Hunedoara) este o fostă handbalistă din România care a jucat pe postul de pivot. În anul 2003 a făcut parte din echipa națională de tineret a României care s-a clasat pe locul 11 la Campionatul Mondial.
Dobca și-a început cariera la Clubul Sportiv Școlar Hunedoara, iar apoi a evoluat la Universitatea Remin Deva și CSM Cetate Deva până în 2007, când s-a transferat la HC Oțelul Galați.
În ianuarie 2009, Dobca s-a accidentat grav în minutul 18 al unui meci împotriva HCM Roman și nu a mai revenit în activitate.

## Palmares
- Liga Națională:
  -  Locul 3: 2008

- Cupa României:
  - Locul 3: 2008

- Cupa Cupelor:
  - Sferturi de finală: 2009[7]